# Marianne Duvivier
Marianne Duvivier, née le 6 mars 1958 à Stanleyville (alors au Congo belge), l'actuelle Kisangani, est une autrice de bande dessinée belge. 

## Biographie
Marianne Duvivier naît le 6 mars 1958 à Stanleyville.
Elle étudie auprès de Luc Schuiten à l'École supérieure des arts Saint-Luc de Bruxelles, avant de suivre les cours de l'Académie des Beaux-Arts de Bruxelles. 
Après des débuts dans la revue Circus, elle illustre la série Stone sur des scénarios de Jan Bucquoy. Elle illustre ensuite Lagune, scénario de Jacques de Pierpont publié aux éditions Delcourt en 1990. 
C'est dans la collection « Contrechamp » chez Casterman, en 1993, qu'elle commence à publier sa série Mauvaise Graine, dont elle écrit le scénario.
Dans les années 2000, elle travaille avec le scénariste Frank Giroud sur le roman graphique L'Écharde, de la série Secrets publiée dans la collection «  Empreinte(s) » aux éditions Dupuis.
En avril 2020, le célèbre quotidien belge Le Soir invite 27 auteurs belges de bande dessinée à s’exprimer librement sur le thème de la résistance positive au confinement dont Marianne Duvivier, Laurent Durieux, François Schuiten, Jannin et Liberski, Bernard Yslaire, Dany, Philippe Francq, Johan De Moor, Janry, Éric Lambé, Olivier Grenson, François Deflandre, Serge Dehaes, Michel Kichka, André Taymans, Didier Alcante, Mathieu Burniat, Jacques Louis, Thierry Van Hasselt et Barly Baruti.

## Œuvres
- Lagune[4], Delcourt, coll. « Conquistador », Paris, novembre 1990
Scénario : Jacques de Pierpont - Dessin : Marianne Duvivier - Couleurs : quadrichromie -  (ISBN 2906187518)

### SérieStone
Scénario de Jan Bucquoy
1. Qui a peur du grand méchant loup ?, Glénat, 1984  (ISBN 2723405044).
2. Agent de Moscou, Glénat, 1986  (ISBN 2723406326).
3. Anna, Glénat, coll. « Circus », 1987  (ISBN 2723408388).

### SérieMauvaise Graine
- 1. Mauvaise graine[5], Casterman, coll. « Contrechamp », Tournai, septembre 1993
Scénario, dessin et couleurs : Marianne Duvivier -  (ISBN 2-203-36402-5)
- 2. Bye-Bye grisaille[6],[7], Casterman, Tournai, septembre 1997
Scénario et dessin : Marianne Duvivier - Couleurs : Janet Gale -  (ISBN 2-203-38895-1)
- 3. Les Portes de Marrakech[8], Casterman, Tournai, avril 2001
Scénario, dessin et couleurs : Marianne Duvivier -  (ISBN 2203389524)

### Secrets
1. L'Écharde

- 1. Tome 1[9],[10], Dupuis, coll. « Empreinte(s) », Marcinelle, septembre 2004
Scénario : Frank Giroud - Dessin : Marianne Duvivier - Couleurs : Bertrand Denoulet -  (ISBN 2-8001-3603-0)
- 2. L'Écharde Tome2/2[11],[12], Dupuis, coll. « Empreinte(s) », Marcinelle, décembre 2006
Scénario : Frank Giroud - Dessin : Marianne Duvivier - Couleurs : Bertrand Denoulet -  (ISBN 2-8001-3798-3)

#### Pâques avant les Rameaux
- Pâques avant les Rameaux[13], Dupuis, coll. « Empreinte(s) », Marcinelle, 6 février 2009
Scénario : Frank Giroud et Virginie Greiner - Dessin : Marianne Duvivier - Couleurs : Bertrand Denoulet -  (ISBN 978-2-8001-4104-6)

#### La Corde
- 1. Tome 1/2[14], Dupuis, coll. « Empreinte(s) », Marcinelle, 28 mai 2010
Scénario : Frank Giroud - Dessin : Marianne Duvivier - Couleurs : Bertrand Denoulet -  (ISBN 978-2-8001-4657-7)
- 2. Tome 2/2, Dupuis, coll. « Empreinte(s) », Marcinelle, 28 octobre 2011
Scénario : Frank Giroud - Dessin : Marianne Duvivier - Couleurs : Bertrand Denoulet -  (ISBN 978-2-8001-5107-6)

#### Heureuse Vie, Heureux combats
- Heureuse Vie, Heureux combats[15],[16],[17], Dupuis, Marcinelle, 29 août 2014
Scénario : Denis Lapière - Dessin et couleurs : Marianne Duvivier -  (ISBN 978-2-8001-6117-4)

### Collectifs
- Vivre[18] ?, Centre de prévention du suicide, 2010
Scénario et dessin : collectif dont Marianne Duvivier - Couleurs : quadrichromie,Participation : La Baleine. Album né de l'initiative du Centre de Prévention du Suicide à l'occasion de ses 40 ans. Dépôt légal : D/2010/12.301/1.

#### Livres
: document utilisé comme source pour la rédaction de cet article.
- Henri Filippini, Dictionnaire de la bande dessinée, Paris, Bordas, 1989, 731 p., ill. (ISBN 2-04-018455-4, OCLC 1244909550, BNF 35065653, présentation en ligne), p. 615
- Jean Pirotte (dir.) et Luc Courtois, Du régional à l'universel. : L'imaginaire wallon dans la bande dessinée., Louvain-la-Neuve, Fondation wallonne Pierre-Marie et Jean-François Humblet, 1999, 310 p. (ISBN 978-2-9600072-3-7 et 2960007239, OCLC 1075833932), p. 222-223 lire sur Google Livres
- Jacques Fiérain, « Duvivier, Marianne », dans La BD à Bruxelles et en Brabant, Charleroi, Éd. l'Âge d'or, avril 2003, 144 p., ill. ; 31 cm (ISBN 9782960119664 et 2960119665, OCLC 470388171, présentation en ligne), p. 47.
- Suzanne Van Rokeghem, Jacqueline Aubenas et Jeanne Vercheval-Vervoort, Des femmes dans l'histoire en Belgique, Luc Pire Éditions, 2006, 303 p., ill. ; 28 cm (ISBN 9782874155239 et 2-87415-523-3, OCLC 470723855, présentation en ligne), p. 247. ,lire sur Google Livres
- Patrick Gaumer, « Duvivier, Marianne », dans Dictionnaire mondial de la BD, Paris, Larousse, 2010, 953 p., ill. ; 27 cm (ISBN 978-2-0358-4331-9 et 2-0358-4331-6, OCLC 920924930, présentation en ligne), p. 287. .

#### Périodiques
- Frank Giroud et Marianne Duvivier (interviewés par Frédéric Bosser), « Duo - Giroud et Duvivier : Secrets de fabrication... », dBD, no 32,‎ mai 2009, p. 40-43 (ISSN 1951-4050).
- Marianne Duvivier (interviewée par Sonia Déchamps), « Entretien : L'ultime secret - Entretien avec Marianne Duvivier », Casemate, no 72,‎ juillet-août 2014 (ISSN 1964-504X).

#### Articles
- Marianne Duvivier (interviewée par Nicolas Anspach), « Marianne Duvivier : « Les lecteurs réfléchissent souvent à leurs secrets de famille après avoir lu l’Echarde » », ActuaBD,‎ 11 janvier 2007 (lire en ligne, consulté le 9 janvier 2023)
- Marianne Duvivier (interviewée) et Jean-Philippe de Vogelaere, « Dans l'intimité des familles », Le Soir,‎ 7 mars 2009.
- Marianne Duvivier (interviewée par Pierre Burssens), « Entretien avec Marianne Duvivier », BD Best !,‎ 7 décembre 2011 (lire en ligne, consulté le 4 janvier 2025).